# Луцій Постумій Альбін (консул 154 року до н. е.)
Лу́цій Посту́мій Альбі́н (лат. Lucius Postumius Albinus; ? — 154 до н. е.) — політичний, державний і військовий діяч часів Римської республіки, консул 154 року до н. е.

## Біографія
Походив з Патриціанського роду Постуміїв. Син Спурія Постумія Альбіна, консула 186 року до н. е.
Він був курульним еділом у 161 році до н. е. і відкрив 4 квітня свято-фестиваль на честь Кібели Ludi Megalenses, де дебютував з комедією «Євнух» давньоримський письменник і комедіограф Теренцій.
154 року до н. е. його було обрано консулом разом з Квінтом Опімієм. Але він несподівано помер через 7 днів на шляху до обраної йому провінції. Як вважали, він був отруєний своєю дружиною. Через це було обрано консулом-суффектом Манія Ацилія Глабріона.